# Копровый зуд
Копровый зуд — акариаз, характеризующийся раздражением кожи, встречающейся у разборщиков кокосовых орехов.
Возбудитель — амбарный клещ Tyrophagus longior встречается в зерне, копре.
У человека (работники копро-мельниц и т. д.) вследствие укусов клещей возникает зуд, дерматит, кожа рук, ног и тела покрывается папулами, пустулами и гнойничками.
Mekie (1926) сообщил о случае кишечного паразитизма Tyroglyphus longior Gerv (см. Кишечный акариаз).
См. также Акародерматиты, Тироглифоз.